# Precizie de prelucrare (mecanică)
Prin precizie de prelucrare (mecanică) (în engleză accuracy of machining, în franceză précision d'usinage) se înțelege gradul de corespondență a piesei prelucrate cu modelul ei ideal (teoretic) din desenul de execuție, sub aspect dimensional, geometric și al poziției reciproce a diferitelor elemente geometrice ale piesei reale executate.
Așa cum se menționează în definiție, noțiunea de precizie de prelucrare include trei aspecte/trei parametri ai preciziei:
- precizia dimensională;
- precizia formei geometrice, care se identifică prin precizia formei geometrice a suprafeței reale sau a profilului obținut prin secționarea  (imaginară) a suprafeței piesei;
- precizia poziției reciproce a diferitelor elemente geometrice ale piesei executate (suprafețe, axe, plane de simetrie etc.).

La structurarea operațiilor tehnologice de finisare (finale), proiectantul de tehnologie trebuie să  urmărească în primul rând obținerea preciziei necesare a dimensiunilor și a preciziei de poziție reciprocă a suprafețelor pieselor
În terminologia engleză, prin accuracy (trad.: exactitate)  se înțelege gradul de apropiere a valorii estimate sau calculate, față de valoarea reală (adevărată), obținută la piesa prelucrată. O definiție similară este dată de Enciclopedia Britanică: Accuracy este gradul de concordanță între rezultatul experimental și valoarea adevărată. Termenul precision din limba engleză descrie mărimea erorilor întâmplătoare, fiind o măsură a variabilității statistice. Enciclopedia Britanică consemnează: Precision este gradul de concordanță într-o serie de măsurători ale aceleiași cantități; este o măsură a reproductibilității rezultatelor, mai degrabă decât a corectitudinii lor. Semnificațiile diferite ale termenilor exactitate și precizie sunt prezentate și în articolul Accuracy and precision. Precizia de prelucrare este exprimată uzual în termenii erorilor de prelucrare. Se obișnuiește să se considere abaterile de formă geometrică, abaterile de poziție și ondulațiile suprafețelor ca făcând parte din macrogeometria piesei, iar rugozitatea suprafețelor ca reprezentând microgeometria pieselor.
Unele surse au introdus și noțiunea de precizie economică de prelucrare care reprezintă precizia obținută cu un cost minim al prelucrării, în condiții normale de producție. Prin condiții normale de producție se înțeleg: mașini-unelte în stare bună de funcționare, folosirea de scule și dispozitive de calitate corespunzătoare, consumul de timp pentru prelucrare să nu depășească  consumul de timp de la alte procedee convenabile pentru prelucrarea aceleiași suprafețe, calificarea operatorului să fie corespunzătoare cu complexitatea prelucrării (să nu fie super-înaltă). Deoarece sintagma "condiții normale de producție" este dificil de definit, aceste condiții fiind variabile de la o unitate de producție la alta, precizia economică de prelucrare are un caracter relativ.Conceptul de precizie economică de prelucrare nu are o definiție științifică riguroasă. Dacă o anumită suprafață poate fi prelucrată , cu precizia prescrisă, printr-un procedeu unic de prelucrare, noțiunea de precizie economică nu este aplicabilă. Condițiile de aplicare a unui procedeu de prelucrare pot modifica nivelul preciziei economice corespunzătoare acestuia. Astfel, în cazul pieselor mari, executate în serii mici, preciziile economice de prelucrare cresc. De exemplu, este rațional ca suprafețele de revoluție ale unui arbore greu, cu toleranța diametrului în treapta 6 de precizie să fie finisate totuși prin strunjire.
Tabele cu valori orientative pentru precizia economică a dimensiunilor, realizată prin diferite procedee de prelucrare mecanică  sunt date în lucrarea, fiind alcătuite pe baza sistematizării datelor din producție.  Astfel de tabele de precizii economice se pot folosi la alegerea procedeelor de prelucrare la elaborarea proceselor tehnologice.
Există o distincție între toleranțe funcționale și toleranțe tehnologice. Toleranțele funcționale (numite și toleranțe specificate - după terminologia engleză) sunt prescrise de proiectant pe desenul de execuție în raport cu specificațiile funcționale ale pieselor și cu economicitatea execuției acestora, avându-se în vedere și asigurarea bunei funcționări a piesei pentru un anumit timp de exploatare, dar totodată ținând seama de datele experimentale și teoretice asupra exploatării mașinilor de tip similar.Se au în vedere  și consumurile pentru exploatarea pieselor, dacă acestea depind de precizia de prelucrare a acestora. Acestea definesc precizia prescrisă (sau funcțională), pe când proiectantul-tehnolog prevede în documentația tehnologică (de exemplu, plane de operații) toleranțe tehnologice adică toleranțe de execuție, impuse valorilor intermediare ale parametrilor preciziei (dimensiuni, formă geometrică etc.), care trebuie să fie obținute după efectuarea operațiilor (fazelor) succesive de prelucrare ale procesului tehnologic. Valorile toleranțelor tehnologice prevăzute în documentația tehnologică se micșorează treptat, de la prima operație tehnologică de prelucrare a semifabricatului până la operația finală a procesului de prelucrare mecanică.  Mărimea câmpurilor de toleranță prescrise pentru dimensiuni se alege în funcție de precizia necesară funcționării pieselor finite.

## Erori de prelucrare
Prin eroare de prelucrare se înțelege abaterea valorii obținute prin prelucrare a unui parametru dimensional, geometric sau de poziție reciprocă, față de  valoarea nominală a acestuia prescrisă în desenul de execuție. Precizia de prelucrare este evaluată, uzual, după mărimea erorilor de prelucrare: cu cât erorile de  prelucrare sunt mai mici, cu atât , cu atât precizia efectivă a piesei reale executate este mai mare.
Eroarea absolută ΔX asociată unui parametru al preciziei (dimensiune, formă geometrică, poziție) reprezintă diferența algebrică dintre valoarea efectivă (identificată prin măsurare) XE și valoarea nominală XN a parametrului:
ΔX = XE - XN
În cazul unei poziții asimetrice a câmpului de toleranță față de valoarea nominală a dimensiunii, în locul valorii nominale a parametrului se consideră valoarea medie a acestuia.
Se numește eroare relativă raportul dintre eroarea absolută și valoarea nominală a parametrului considerat:
Δrel = ΔX/XN
Precizia Pr este caracterizată cantitativ prin valoarea inversă a modulului erorii relative, adică:
Pr = |ΔX/XN|-1
La prelucrarea loturilor de piese,  precizia este caracterizată de mărimea câmpului de împrăștiere a parametrului considerat și de coordonata mijlocului câmpului de împrăștiere față de valoarea nominală (prescrisă).  Cu cât este mai mic câmpul de împrăștiere și mai mică coordonata mijlocului câmpului față de valoarea nominală , cu atât precizia este mai ridicată.
Eroarea totală de prelucrare prin care se apreciază precizia de prelucrare mecanică este rezultatul influențelor exercitate de o serie de factori tehnologici independenți, ce acționează în cursul desfășurării procesului de prelucrare. Acești factori tehnologici de influență ( sau cauze care generează erori) contribuie la apariția unor erori elementare (sau primare). La prelucrarea mecanică apar următoarele erori primare principale:
- eroarea de instalare (sau de prindere-poziționare) a piesei de prelucrat în dispozitivul de lucru;
- eroarea datorată variațiilor deformațiilor elastice ale elementelor sistemului tehnologic sub influența sarcinilor variabile (forțe de așchiere, forțe de inerție etc.), care acționează în sistemul mașină-unealtă-sculă-dispozitiv-piesă (MUSDP) cu rigiditate variabilă;
- eroarea de reglare la dimensiune a sistemului tehnologic;

- eroarea datorată uzurii dimensionale a sculei așchietoare;3
- erori de prelucrare datorită impreciziei (erorii) de execuție a sculelor așchietoare;
- eroarea sistemului tehnologic produsă de erorile geometrice ale mașinilor-unelte;
- erori de prelucrare datorită încălzirii elementelor sistemului tehnologic produse la așchiere, prin frecarea elementelor mobile ale sistemului tehnologic, prin variația temperaturii în secția (atelierul) de prelucrări mecanice.

Această diferențiere a erorilor primare este convențională și este justificată, în principal, prin ușurința calculului acestora.
Asupra erorii totale de prelucrare pot influența și tensiunile interne remanente din materialul piesei, provenite de la prelucrările precedente sau tensiuni  proprii operației tehnologice (operației de producție) actuale.
Cauzele care generează erori de prelucrare sunt analizate pe larg în lucrarea elaborată de Gh. Tîrpe (1972)și în Manualul inginerului mecanic (op. cit., pp. 66-86).
Calcularea erorii totale de prelucrare este dificilă, deoarece nu există o cantitate suficientă de date asupra erorilor elementare de prelucrare, iar pe de altă parte lipsesc metode speciale de calcul al preciziei procesului tehnologic. 
În funcție de modul de variație în timpul desfășurării procesului de așchiere, erorile primare/elementare se împart în trei categorii:
- erori sistematice constante;
- erori sistematice variabile;
- erori aleatoare (întâmplătoare).

Erorile sistematice constante au valori constante ca mărime  și ca semn algebric (sens de acționare) și se exprimă printr-o lege de forma:
Δ = K
în care K este o constantă reală.
Datorită valorilor lor constante, influența acestor erori asupra preciziei de prelucrare se manifestă identic asupra tuturor pieselor din lotul supus prelucrării. Erorile  sistematice conduc la variația rezultatelor față de valoarea corectă (nominală), în mod predictibil și pot fi deseori identificate și diminuate prin măsuri tehnologice corespunzătoare.
Erorile sistematice variabile sunt erori ale căror valori se modifică în timp după o anumită lege la trecerea de la o piesă de prelucrat la cea următoare; aceste erori pot fi exprimate sub forma:
Δ = φ(z)
în care φ(z) este o funcție de variabila reală z.
Erorile sistematice variabile pot influența asupra preciziei în mod continuu sau periodic. Un exemplu de erori sistematice cu influență continuă este eroarea produsă de uzura dimensională a sculei așchietoare. Alternativ, o eroare care influențează periodic este eroarea produsă de încălzirea (deformațiile termice) ale mașinii-unelte în perioada de început al funcționării, până la atingerea echilibrului termic.
Erorile aleatoare (întâmplătoare)  au valori diferite la diferitele piese din lotul prelucrat și apar sub acțiunea  unui număr mare de factori tehnologici independenți a căror influență nu poate fi identificată și înlăturată. Ca urmare a apariției erorilor întâmplătoare se produce împrăștierea dimensiunilor pieselor prelucrate în aceleași condiții, între limitele unui câmp de împrăștiere (în engleză: range).
Erorile sistematice constante produc deplasarea curbei de repartiție normală pe axa absciselor, cu valoarea erorii sistematice, fără a schimba forma curbei. Erorile sistematice variabile au ca efect deformarea curbei de repartiție a dimensiunilor, față de forma curbei repartiției normale.
Studiul global al erorilor aleatoare se efectuează utilizând metodele statisticii matematice, prin care se pot stabili limitele de variație ale acestor erori. Prin aceste metode se determină legile de distribuție (repartiție) ale erorilor aleatoare și parametrii statistici utili în studiul preciziei de prelucrare. Dimensiunea efectivă a fiecărei piese ( identificată prin măsurare), rezultată la prelucrarea lotului de piese este o mărime aleatoare de tip continuu, deoarece poate avea orice valoare între limitele specificate ale intervalului de dimensiuni.

### Distribuția normală (Gauss)
Totalitatea valorilor dimensiunilor efective ale pieselor, prelucrate în aceleași condiții, constituie distribuția dimensiunilor. La prelucrarea mecanică a pieselor distribuția dimensiunilor efective se produce după legea normală de distribuție (sau de repartiție), denumită și distribuția Gauss. Câmpul de împrăștiere a dimensiunilor sau amplitudinea repartiției constituie o măsură aproximativă a preciziei procesului de prelucrare analizat. Cu cât este mai mic câmpul de împrăștiere, cu atât este mai precis procedeul de prelucrare analizat. Câmpul de împrăștiere R (amplitudinea repartiției) pentru distribuția Gauss este:
R = 6σ
unde σ este abaterea pătratică medie a variabilei aleatoare X (în cazul de față, dimensiunea) față de valoarea medie μ  (sau abaterea standard, engl.: standard deviation). Abaterea standard, în statistică, este o măsură a variabilității (a dispersiei sau a împrăștierii) unui set de valori numerice față de valoarea medie, notată cu μ. Se definește prin rădăcina pătrată pozitivă a varianței sau dispersiei (σ2).  
Abaterea standard a eșantionului (sau de selecție), notată cu s, este o măsură mai obișnuită a variabilității setului de valori numerice. 
Distribuția normală are unele proprietăți importante: este unimodală (are un singur vârf) care indică valoarea mediei μ și este simetrică față  de o paralelă cu axa ordonatelor dusă prin punctul de maxim X = μ. Din cauza simetriei distribuției normale, toate cele trei măsuri ale poziției (locației) distribuției pe axa absciselor: media, mediana și módul (sau valoarea dominantă) au aceeași valoare. 
[Termenul englezesc mode, introdus de Karl Pearson, a fost tradus în limba română prin mod (singular articulat: módul), iar în limba franceză prin mode sau valoare dominantă]. 
Pe baza rezultatelor măsurării dimensiunilor pieselor prelucrate se determină amplitudinea repartiției:
R = Xmax - Xmin
unde: Xmax și Xmin sunt valoarea maximă, respectiv minimă a dimensiunilor măsurate ale pieselor din eșantion.
Amplitudinea repartiției este o măsură aproximativă a preciziei deoarece:
- valorile limită Xmax și Xmin ale seriei  statistice de dimensiuni măsurate ale aceleiași suprafețe nu sunt stabile, adică la modificarea numărului total de măsurători, aceste valori se pot schimba;
- chiar între aceleași valori limită Xmax și Xmin curba de distribuție (repartiție) poate avea forme diferite.
După legea normală are loc repartiția diametrelor, lungimilor și dimensiunilor unghiulare ale pieselor prelucrate.
Curba normală are proprietatea că în limitele ±3σ față de valoarea medie μ este cuprins un procent de 99,73% din întreaga suprafață de sub curbă. De aceea, la folosirea practică a curbei de repartiție normală se aplică regula celor trei sigma, adică se consideră că abaterea variabilei aleatoare față de medie - în valoare absolută- nu depășește de trei ori valoarea abaterii sale medii pătratice (3σ).
Pentru legea de repartiție normală, pe baza regulii celor trei sigma, amplitudinea repartiției (câmpul de împrăștiere) a variabilei aleatoare este:
R= (μ + 3σ) - (μ - 3σ) = 6σ
Rezultă că din întregul lot de piese prelucrate prin procedeul considerat, numai 0,27% din piese ies dintre limitele unei toleranțe T = 6σ. Regula celor trei sigma este suficient de simplă, convenabilă și precisă pentru utilizarea practică.
Pentru aprecierea unor particularități ale formei curbei de repartiție se folosesc anumiți indicatori statistici, între care:
- coeficientul de asimetrie A; dacă valoarea calculată A este pozitivă, A > 0, atunci asimetria este pozitivă (de stânga). Dacă A < 0, asimetria este negativă (de dreapta). Repartițiile empirice asimetrice pot fi produse de influența unor erori sistematice.
- excesul E este un indicator al formei curbei de repartiție care arată dacă ordonata maximă a curbei de repartiție studiate are o valoare mai mare sau mai mică decât cea a repartiției normale teoretice. Pentru E > 0, curbele au un exces pozitiv (sunt mai „ascuțite” decât curba normală teoretică); dacă E < 0 curbele au un exces negativ (sunt mai „turtite” în raport cu curba normală). Pentru curba de repartiție normală, excesul este E = 0.[13]

Distribuția normală este considerată etalon, deoarece în sistemele de producție în serie și în masă cele mai multe repartiții empirice sunt foarte apropiate de cea normală.
În practică însă, nu toate colecțiile de date (colectivități statistice) prezintă o distribuție normală (Gauss) perfectă.

### Distribuția uniformă
Dacă asupra dimensiunii realizate influențează o eroare sistematică variabilă, uniform crescătoare, de exemplu eroarea produsă de uzura sculei așchietoare care decurge după o lege liniară, atunci repartiția dimensiunilor efective ale pieselor din lot are caracterul unei distribuții uniforme (denumită și legea probabilităților egale,   pentru că toate valorile variabilei sunt echiprobabile). Eroarea dimensiunii X  se mărește sistematic o dată cu creșterea numărului de piese prelucrate; diametrele efective ale pieselor tip arbore se măresc, iar diametrele efective ale alezajelor prelucrate se micșorează, tot după o lege de variație liniară în funcție de timp. Curba de repartiție are forma unui dreptunghi.

### Distribuția triunghiulară (legea lui Simpson)
Dacă asupra dimensiunii executate influențează o eroare variabilă legic, care crește la început lent, apoi accelerat, atunci repartiția dimensiunilor se produce după o lege triunghiulară (legea lui Simpson). Această repartiție poate avea loc prin influența combinată a uzurii dimensionale a sculei așchietoare, cu o uzură inițială puternic dezvoltată și a creșterii forței de așchiere la sfârșitul perioadei de durabilitate a sculei, din cauza tocirii progresive a tăișurilor sculei.

### Distribuția Rayleigh
Pentru erorile de formă și erorile de poziție reciprocă ale suprafețelor pieselor prelucrate se constată distribuții (repartiții asimetrice). Aceste erori sunt mărimi strict pozitive, variază de la zero la o valoare determinată și au o repartiție Rayleigh (citește reili). Această repartiție se observă, de exemplu, pentru erori cum sunt neparalelismul și neperpendicularitatea a două suprafețe, abaterea de neperpendicularitate a axei piesei de revoluție față de suprafața sa frontală, bătaia radială și bătaia frontală, ovalitatea și conicitatea etc.[  John William Strutt Rayleigh a fost un fizician englez, profesor universitar la Cambridge, laureat al premiului Nobel în 1904].

### Teoria preciziei de prelucrare
La analiza preciziei de prelucrare, sistemul tehnologic este considerat ca un sistem dinamic liniar. Termenul „sistem dinamic” semnifică faptul că procesele din cadrul acestui sistem se desfășoară în timp.
Perturbațiile exterioare care acționează ca mărimi de intrare (input-uri) la intrarea în sistem sau în elementele sistemului sunt denumite variabile de intrare, semnale, sau funcții. La ieșirea sistemului tehnologic se observă mărimi de ieșire (output-uri)  care constituie variabile de ieșire, semnale sau funcții. La funcționarea sistemului, fiecărei combinații de funcții la intrare [vectorului x(t)] îi corespunde o combinație determinată și unică de funcții la ieșire [vectorul y(t)]. Legea conform căreia vectorului x(t) îi corespunde vectorul y(t) se numește operator; dacă acesta este notat cu A atunci:
y(t) = Ax(t)
Sistemul este liniar dacă și operatorul acestuia este liniar. Conform cu proprietatea de superpoziție a sistemului, reacția sistemului tehnologic (deplasări, tensiuni și deformații) la însumarea semnalelor de intrare (forțe sau solicitări termice) nu depinde de ordinea de aplicare a forțelor exterioare sau a câmpurilor termice și este egală cu suma reacțiilor la fiecare semnal de intrare în parte. Posibilitatea de a considera sistemul tehnologic ca fiind un sistem liniar permite să se elaboreze o teorie logică și clară a preciziei de prelucrare, care [teorie] se bazează pe analiza diferențiată a celor mai simple elemente componente ale sistemului tehnologic sau operației tehnologice. O condiție obligatorie pentru elaborarea unei astfel de teorii este descrierea analitică a acestor elemente.
Se utilizează diferite variante de descompunere a acțiunilor forțelor exterioare. Frecvent, forța este reprezentată sub forma unei sume finite de componente armonice, folosindu-se descompunerea în serie Fourier, forța exterioară  P(t) având expresia:
P(t) = P0 + Σ Pk cos(kφ + φk)
în care k = 1...n
Teoria preciziei este elaborată pe baza combinării abordării diferențiate a studiului elementelor tipice cele mai simple (sculă  așchietoare, dispozitiv, piesă de prelucrat etc.) și a includerii complexe a tuturor operațiilor tehnologice și fazelor de prelucrare, inclusiv a  controlului pieselor. Cerința complexității abordării este deosebit de importantă la analiza producției automatizate: linii automate, sisteme flexibile de fabricație. La prelucrarea pieselor pe mașini-unelte se realizează mai multe procese (așchiere, frecare), care acționează asupra sistemului tehnologic elastic MUSDP (mașină-unealtă, sculă, dispozitiv, piesă) producând deplasări relative între piesă și sculă. Însă se observă și o acțiune inversă. De exemplu, prin deplasările relative piesă-sculă se modifică adâncimea de așchiere și, ca  urmare, forța de așchiere. Aceasta impune să se examineze sistemul dinamic ca fiind închis, cu reacție negativă.
Într-un sistem tehnologic închis, forțele de așchiere constituie acțiuni interne. Forțele cu caracter periodic apar din cauza erorilor de prelucrare ale roților dințate, datorită dezechilibrului pieselor în mișcare de rotație, vibrațiilor transmise prin fundația  mașinii-unelte de la alte utilaje etc.; influențele „externe” asupra procesului de așchiere sunt legate de variabilitatea secțiunii stratului așchiat, de viteza de așchiere variabilă la strunjirea suprafețelor frontale etc.
Introducerea concepției de caracter închis al sistemului este esențială la analiza stabilității la vibrații a acestuia.

## Verificarea normalității repartiției empirice
Datele obținute din măsurări ale pieselor prelucrate formează o repartiție empirică - spre deosebire de repartițiile teoretice obținute pe baza unor expresii analitice ale funcției densității de probabilitate. Pentru a verifica dacă repartiția empirică obținută din date experimentale se apropie de/coincide cu repartiția normală se pot folosi mai multe criterii (sau teste de concordanță):
- compararea amplitudinii repartiției empirice R = Xmax - Xmin cu amplitudinea repartiției normale, exprimată în funcție de abaterea medie pătratică σ. Pentru repartiția normală teoretică amplitudinea repartiției este 6σ.
- compararea probabilităților pentru același interval de valori. Pentru repartiția normală, probabilitatea ca valorile variabilei X să fie cuprinse între limitele ±3σ față de valoarea medie aritmetică μ este de 99,73%. Pentru alte valori ale limitelor, probabilitatea P[%] la legea normală are următoarele valori:

```
                  pentru X = ±0,3σ   P = 25%
                  pentru X = ±0,7σ   P = 50%
                  pentru X = ±1,1σ   P = 75%
```

Această metodă de verificare a normalității este denumită metoda lui H. Westergaard. Determinarea probabilității P, respectiv a suprafeței de sub curba de repartiție empirică este posibilă prin planimetrare (adică folosind un planimetru). [Harald Ludvig Westergaard a fost un statistician danez].
- Metoda lui Henry este o tehnică grafică ce constă în reprezentarea într-o rețea de probabilitate a valorilor frecvențelor  relative cumulate ale repartiției empirice. Scara absciselor, pentru valorile dimensiunii X (pe graficul rețelei de probabilitate) este liniară, iar scara ordonatelor, pentru valorile frecvențelor relative cumulate este logaritmică. Pentru repartiția normală punctele corespunzătoare ale frecvențelor cumulate se înscriu pe o linie dreaptă, numită dreapta lui Henry. Dacă punctele pentru frecvențele cumulate ale repartiției empirice nu se înscriu pe o dreaptă, deci sunt mult dispersate față de dreapta teoretică, atunci repartiția empirică analizată este diferită de repartiția normală.
- Compararea repartiției empirice cu repartiția normală cu ajutorul abaterii pătratice medii relative λ și coeficientului de împrăștiere relativă K. Abaterea pătratică medie relativă λ este raportul dintre abaterea pătratică medie și jumătatea amplitudinii repartiției :

λ = σ/(0,5R)
În cazul legii normale de repartiție:  λ = 1/3.
Coeficientul de împrăștiere relativă K se definește cu relația K = λi/λG, în care: λi este abaterea pătratică medie relativă a repartiției analizate; λG - abaterea pătratică medie relativă pentru repartiția Gauss.
În calitate de teste de concordanță se mai folosesc testul Hi-pătrat (χ2) [l. engl.: Pearson's chi-squared test] , testul Kolmogorov sau testul Smirnov, acesta fiind o extindere a testului Kolmogorov la verificarea concordanței a două funcții de repartiție empirice.

## Relația dintre precizia dimensională și rugozitatea suprafețelor
Precizia ajustajului cu joc, stabilită prin desenul de execuție și determinată de valoarea jocului în îmbinare, depinde în mare măsură de rugozitatea suprafețelor de contact. În prima perioadă de funcționare, uzura inițială a înălțimii microneregularităților provoacă micșorarea lor cu 65-75% din înălțimea lor inițială. Acest fapt poate determina mărirea diametrului la alezaje sau micșorarea diametrului la arbori, în măsură considerabilă. La diametre mici ale pieselor conjugate și rugozități ale suprafețelor cu parametrul de rugozitate Rz = 3...10 μm, valoarea 2Rz este de aceeași mărime cu câmpul de toleranță pentru execuția pieselor. Aceasta înseamnă că în perioada uzurii inițiale a suprafețelor jocul suplimentar în îmbinare poate ajunge la valoarea toleranței de execuție a pieselor și precizia îmbinării va fi afectată, constituind o cauză posibilă de funcționare defectuoasă a mecanismului.
Pentru prevenirea acestui fenomen este necesar ca în toate cazurile de îmbinări importante, la care se impune păstrarea îndelungată a preciziei prescrise la proiectare să se facă prelucrarea pieselor în vederea obținerii unei valori minime a rugozității suprafețelor în frecare. Aplicarea unui procedeu de prelucrare mecanică la un regim de lucru (regim de așchiere) dat, creează o legătură strânsă între rugozitate și precizia asigurată. În cazurile curente, urmărirea obținerii unei precizii date este însoțită în mod automat de producerea unei rugozități determinate a suprafețelor, independent de dimensiunile suprafeței prelucrate.
Pentru a defini rugozitatea suprafeței în funcție de precizia dimensională, se recomandă să se aplice formulele de calcul următoare, pentru suprafețele de contact în frecare:
```
  -diametre ale ajustajului peste 50 mm: R
z
 = (0,10...0,15)
T
 ;
  -diametre între 18 și 50 mm: R
z
 = (0,15...0,20)
T
 ;
  -diametre între 1 și 18 mm : R
z
 = (0,20...0,25)
T
.
  
T
 reprezintă toleranța de execuție a diametrelor pieselor, în μm; parametrul R
z
,-înălțimea maximă a profilului de rugozitate, în μm.
```

La ajustajele cu strângere dintre alezaj și arbore, rezistența îmbinărilor depinde direct de rugozitatea suprafețelor îmbinate. O dată cu mărirea înălțimii microneregularităților suprafețelor, rezistența îmbinărilor cu strângere se micșorează.         
La asamblările prin presare, vârfurile microneregularităților suprafețelor conjugate (butuc-arbore) „intră unele într-altele”, astfel încât presiunea superficială pe suprafața de contact se va datora strângerii efective realizate.         
Relația dintre precizia dimensională și rugozitatea suprafeței se poate determina experimental, pe bază statistică, pentru condițiile execuției unor piese determinate, din materiale specifice.

## Capabilitatea procesului tehnologic
Capabilitatea unui proces tehnologic de prelucrare mecanică definește posibilitatea ca valorile măsurătorilor individuale ale dimensiunilor pieselor prelucrate să se încadreze între limitele toleranței specificate în documentația tehnică (desene de execuție), atunci când sunt prezente numai variații aleatoare.
Capabilitatea procesului tehnologic este o măsură statistică a variabilității procesului care exprimă proprietatea acelui proces de a asigura un câmp de variabilitate (câmp de împrăștiere) al unei caracteristici de calitate măsurabile mai mic decât toleranța specificată prin proiecte, norme interne sau alte documente tehnologice. Un astfel de proces este stabil statistic ca precizie.
Analiza capabilității unui proces se efectuează pe baza studierii caracteristicii de calitate (de exemplu, dimensiunea) a produsului obținut ca rezultat al procesului. Calcularea indicilor de capabilitatea proceselor este luată în considerare pentru o distribuție normală Gauss.
Unul dintre indicii utilizați pentru evaluarea  capabilității procesului  este indicele de capabilitate al procesului Cp ,:
Cp = (LCS - LCI)/6s,   (1) , relație în care:
LCS, LCI sunt limita superioară, respectiv inferioară a câmpului de toleranță impus prin documentația tehnică; s - abaterea standard a eșantionului prelevat din proces (abaterea medie pătratică de selecție). Relația (1) se aplică atunci când valorile μ (media aritmetică) și s rămân constante pentru o lungă perioadă de timp.
Pentru determinarea experimentală a câmpului de împrăștiere 6s se prelucrează, apoi se măsoară cel puțin 50 piese, cu mașina-unealtă reglată la mijlocul câmpului de toleranță al cotei de prelucrat, iar după alți autori numărul de piese n = 40, 60 sau chiar cel puțin 100 exemplare, în funcție de natura și productivitatea procesului. Formarea eșantioanelor pentru studiul capabilității necesită prelevarea de piese prelucrate în ordinea de producere, fără întrerupere, pentru a ajunge la volumul de date necesare studiului.
La folosirea relației (1)  se presupune că colectivitatea de valori ale datelor are o distribuție normală. În cazul în care indicele Cp > 1 iar distribuția valorilor caracteristicii de calitate (dimensiunea) este simetrică față de mijlocul câmpului de toleranță specificat, procesul tehnologic este sub control, are stabilitate. Suprapunerea  centrului câmpului de împrăștiere peste mijlocul câmpului de toleranță  caracterizează un proces tehnologic „centrat” în interiorul câmpului de toleranță. Determinarea centrării procesului se realizează prin calcularea mediei aritmetice μ și compararea sa cu mijlocul câmpului de toleranță. Dacă  valoarea Cp = 1, procesul este de asemenea sub control (asigură precizia prescrisă), numai pentru cazul în care mijlocul câmpului de împrăștiere coincide cu mijlocul câmpului de toleranță. Dacă Cp < 1, procesul nu prezintă capabilitate  și rebutul este inevitabil.
Există situații în care în documentație este specificată numai o limită a câmpului de toleranță (superioară LCS sau inferioară LCI). În acest caz, indicele de capabilitate se calculează astfel: 
— pentru cazul în care se specifică limita superioară:
```
  
Cpk
u
 = (LCS - μ)/3s
    (2)
```

— pentru cazul în care se specifică limita inferioară:
```
  
Cpk
l
 = (μ - LCI)/3s
    (3)
```

Indicele general (sau decisiv) Cpk care exprimă capabilitatea procesului este valoarea minimă dintre indicii Cpku și Cpkl .Interpretarea valorilor calculate este următoarea: 
—dacă Cp, Cpk < 1, performanța procesului este necorespunzătoare (proces incapabil);
—dacă 1 ≤ Cp <1,33, Cpk ≤ 1,33, performanța este relativ medie, dar acceptabilă pe termen scurt;
—dacă 1,33< Cp, Cpk≤ 1,67, performanța este bună sau relativ superioară
—dacă Cp, Cpk > 1,67 , performanța procesului este foarte bună.
Indicii Cp, Cpk sunt utilizați pentru evaluarea performanțelor proceselor tehnologice, față de toleranțele specificate. Perechea de indicatori (Cp, Cpk) a fost numită indicii de capabilitate ai procesului și aceștia fac parte din așa-zisa „primă generație” de astfel de indici.Variația capabilității proceselor tehnologice poate fi considerată ca rezultatul influenței improprii a factorilor sistematici și aleatori, care conduc la diminuarea fiabilității procesului tehnologic. (C. Militaru și O. Blajină, op. cit. p. 230). 
Studiile de capabilitate pot fi acțiuni pe termen scurt pentru colectarea informațiilor asupra unor noi procese, produse și mașini. Aceste studii pot fi și pe termen lung asupra producției în curs, pentru a determina stabilitatea procesului. O afirmație semnificativă asupra capabilității procesului se poate face numai asupra unui proces care este stabil și pentru care „domeniul de repetabilitate” rămâne predictibil în timp, în mod consistent. Pentru a supraveghea variațiile procesului sunt folosite în general diagramele de control, pe care sunt trasate anumite limite de control și sunt reprezentate valorile unor parametri statistici pentru o serie de eșantioane. Astfel de diagrame de control sunt construite în cadrul „Controlului statistic al proceselor de fabricație.” 